# Dax Tompkins
Dax Tompkins (* in Tiverton, Nova Scotia) ist ein kanadischer Volleyballspieler.

## Karriere
Tompkins studierte von 2019 bis 2025 an der Queen’s University. 2025 wurde der Mittelblocker vom deutschen Bundesligisten Volley Goats Mitteldeutschland verpflichtet.